# 曹家圈黄河铁路大桥
济南曹家圈黄河铁路大桥位于山东省济南市，是京沪铁路正线（原津浦铁路晏党线）跨越黄河的一座特大桥，也是济南铁路枢纽的配套设施。由于原先的泺口大桥不适合增建双线铁路，铁路部门最终新建了这座桥，以扩大津浦铁路和济南枢纽的运力。全长5698.3米，共163孔。其中跨河的钢桁架正桥长530.65米，五孔桥梁。两岸的铁路引桥，采用预应力钢筋混凝土梁结构，长达5167.65米，共158孔。由于京沪铁路的重要性，该桥日夜由武警山东总队济南支队的官兵守卫。
大桥临近曹家圈村，此处河面宽480米，河道比较顺直，最大流速每秒3.81米，最大凌速每秒3.26米，最大流量每秒11800立方米，南岸堤防为黄河险工地段。

## 历史

### 背景
泺口大桥是津浦铁路正线中最为重要的一部分。大桥通车后，津浦铁路终于跨过黄河，并于1912年全线贯通。但津浦铁路重要的战略意义，使铁路成为了争夺的焦点，桥梁也因此遭受了多次损毁，留下了隐患。另外，泺口大桥设计时间较早，虽然在设计时预留了增建双线的条件，但仍难以承载津浦铁路上日益增长的车流。
20世纪50年代，由于津浦铁路沿线地区的安全和发展得到保障，铁路的运输需求已经接近临界值。津浦铁路不断上升的运量增加了济南铁路枢纽的压力。当时，济南枢纽内只有津浦和胶济两线交汇处的老济南站能承担枢纽车站的作用。然而，济南站作为津浦和胶济两线的交汇点上重要的客货运站，还要承担编组和解编的任务，已经不堪重负；为提高运输效率，铁路部门急需为涌向济南站的车流提供一条疏解的通道，以及为津浦铁路增建双线。于是，一座新的黄河大桥被提上了计划。

### 规划与前期施工
1958年，铁道部指定铁道部大桥工程局（以下简称“大桥局”）比较改造泺口大桥或另建新桥两个方案。大桥局调查研究后认为，改造泺口大桥在技术上、经济上都不适宜，建议另建双线新桥；同年12月，铁道部批准了此方案。1959年5月，大桥局提出了两个方案：建议方案为公路铁路分桥、两桥相距约4公里，备选方案为公铁两用桥。可供选择的桥址有两处，一处是泺口老桥上游4.1公里处的太平庄，另一处是上游20公里的曹家圈。
1958年12月，铁道部与山东省委商定在曹家圈建桥；规划的桥长521.70米，8孔，不过改为公铁两用桥。桥北端坐落于德州市齐河县祝阿镇黄河王庄险工，南端坐落于济南槐荫区吴家堡的曹家圈险工。桥两端以联络线与津浦铁路原线衔接。铁道部第三勘察设计院据此重新设计原济南铁路枢纽简明初步设计和总布置图，包括编组站由桑梓店改设于黄河南岸的位里庄（今济南西站）。1960年4月，大桥局完成设计；5月2日大桥局第一桥梁工程处开始施工；9月，出于财政方面的考虑，取消桥上公路，改为铁路专用桥，桥长改为520.65米。由于经济形势恶化，1961年6月大桥工程下马，施工的4个沉井在分别下沉至预定深度或完成沉井顶盖后，1962年1月全桥停工。这次施工共耗资244.1万元。

### 再次规划
随着1967年复线公铁两用的南京长江大桥的建成、津沪铁路复线工程的复工，为相应提高津浦铁路的通过能力，1971年9月，大桥局再次提出改建泺口老桥和新建曹家圈双线桥两个比较方案；经交通部、山东省及济南军区研究，决定采用新建曹家圈双线桥方案。1971年11月，大桥局提出了初步设计方案，较前期工程增加了北岸展宽区引桥2000米、60孔，正桥由8孔改为6孔，增大了钢梁跨度；同时，工程将充分利用前期工程中已施工的4个沉井。该方案在12月被批准。
1972年4月，承担施工任务的大桥局第三桥梁工程处在对初步设计方案进行研究后，提出了变更意见：原沉井基础有2个应力不足，应废弃不用；为进一步改善泄洪、排凌能力，正桥桥孔跨度应再加大，改6孔钢梁为5孔钢梁，由1联4孔跨度分别为112米、120米、120米、112米的连续钢桁梁和1孔跨度64米和简支钢桁梁组成，钢桁梁总重4600吨；正桥长530.65米；变更意见在7月获批。
1973年4月，为了提高北岸展宽区的泄洪能力，济南局提出将北端河滩内的1.6公里路基改为桥梁；经批准，北岸引桥由60孔增至110孔，长度达到3597.30米，由跨度31.7米的预应力钢筋混凝土梁组成。为节约用土，少占粮田，1975年4月，铁道部决定增设48孔跨度31.7米、长1570.35米的预应力钢筋混凝土梁引桥。至此，全桥长度达5698.30米、共163孔；大桥铺设双线铁路；载重按中-22级设计；按7度地震烈度检算设防；通航流量按9000立方米/秒计算；桥下留下8米的通航高度。

### 重新开工
1972年4月16日大桥再次开工。大桥正桥桥墩为沉井基础，采用围堰筑岛方法施工；沉井全高25米，分5节灌注。引桥为桩式基础，按不同地段分别采用钻孔灌注法和打入法施工；钻孔灌注桩直径1.1米，打入式钢筋混凝土管桩直径0.55米，每根桩容许载重量为100吨。正桥钢桁梁采用半伸臂法和全伸臂法安装，引桥预应力钢筋混凝土梁使用龙门吊机架设。为了适应钢梁伸缩、保持钢轨之间的距离，在桥面上、下行线路中设置了4副由大桥局等单位研究、设计、制造的“曲线形钢轨伸缩器”。
1973年初，在讨论安排全年的施工计划时，处党委提出在水上1号和3号桥墩施工的同时，开辟2号墩工点，力争当年汛前把水中的桥墩全部建成，为此大桥局工人提出“与黄河搏斗，同时间赛跑”的口号，开展劳动竞赛，克服困难，加紧施工。运输队的工人和临邑县的民工日夜苦干，抢铺运输线，建筑施工土岛；机修厂三车间的工人仅用7天的时间，就完成了2号墩钢刃脚的制造任务；承担3号墩插打钢板桩任务的一分队四班和八班连续苦干十几个小时，超额30%完成了任务。在灌注3号墩承台混凝土时，突降暴雨，处机关领导同工人一起站在近尺深的积水里冒雨连续奋战4个小时。经7个多月的紧张施工，继建成水中1号和3号桥墩，直径20米、高28米，重达14000吨的2号沉井特大桥墩也提前建成。
大桥南岸的双线引桥主体工程，需要钻挖286根桩，合计12690米；打入35根混凝土管桩，合计980米；灌注混凝土25280立方米，架设预应力梁192片。1975年10月1日开工前，无道路、无住房、无机具。经1个月施工，完成了过去需要4个月的工作量，为正式施工做好了机具、物资转移、运输线路铺设、混凝土工厂设备安装、架设水电管线等各项准备工作。
铁道部山海关桥梁厂为大桥建设承担了大桥钢梁的制造任务。大桥局南京、株洲、丰台桥梁厂的工人按时完成了这座大桥的630多片预应力梁的生产任务。施工4年，钻挖桩43250多延长米，修筑水中和地面桥墩164个，共灌注混凝土11万立方米，架设钢梁4133吨，吊装预应力混凝土梁632片，铺设路轨11多公里。1976年6月30日汛期前大桥竣工。1976年7月1日通行工程列车，1981年7月1日，曹家圈黄河铁路特大桥与济南铁路枢纽改、扩建工程中的晏城至党家庄、水屯至白马山双线一并正式开通，正式分流列车，津浦线直通货物列车可不再绕经济南站，曹家圈黄河铁路特大桥和泺口黄河铁路大桥一度双线、双桥并用，分流运输，济南至德州间的通过能力得到极大提升。
| 工程详情 | 工程详情              | 工程详情 | 工程详情    |
| 项目     | 详情                  | 项目     | 详情        |
| -------- | --------------------- | -------- | ----------- |
| 总投资   | 7052.01万元           | 钢结构   | 8412吨      |
| 混凝土   | 11万2719立方米        | 管桩     | 21719米     |
| 混凝土梁 | 632片                 | 铺轨     | 11475.2米   |
| 房屋     | 13867.7平方米         | 水泥     | 49252吨     |
| 钢材     | 13833吨               | 木材     | 19596立方米 |
| 管桩     | 直径55厘米、共23796米 |          |             |

### 验收
1982年5月，济南枢纽工程验交委员会对大桥进行全面检测，提出了工程中存在的质量问题。1983年12月，铁道部组织有关单位对验交中的问题进行讨论，并做出批示：
1. 第110和115号桥墩下沉所引起的连续梁支点变化，目前尚在允许范围以内，验交前不予处理，接管后由济南局边使用边观测，待需要时再进行处理；
2. 南部引桥第160号预应力钢筋混凝土梁不合格，同意整孔更换；
3. 验交时未完工程和整修项目，由济南局陆续完成；
4. 交接时间定为1983年12月31日18点前。

1983年12月31日，铁道部大桥工程局将大桥正式移交给济南局，由济南西工务段桥梁领工区负责日常养护维修。

### 后续维护
大桥建成通车后，主河道及靠近主河道的各墩发生下沉现象，这在1982年工程验交时即为主要病害，对钢梁、墩台受力都会产生不良影响。
1994年底，大桥局和工务段分别进行抬梁和加高支座处理，以及调整线路标高及梁间围栏的松解工作。在铁路暂停运营的67小时间，抬梁施工进展顺利，22个支座被垫高。
1998年9月，由于列车运行产生的冲击力与制动力及温度应力作用，大桥第112、113、114孔上下行伸缩活动纵梁端横联共6处联结板裂纹，其中第113孔下行通裂断开。1999年3月，运营单位对6处裂纹联结板进行加固，原有联结板处新增厚12毫米的联结板，加固后效果良好。
2001年秋检发现，第114号桥墩连续钢桁梁的边孔活动支座的中间辊轴连接螺栓被剪断。2002年维护人员在春检发现，中间辊轴歪斜，挤压两边辊轴；9月，通过列车碾压法，中间辊轴被扶正至设计位置。为防止中间辊轴在运营中再度出现歪斜，维护人员在中间辊轴增加牙板，由牙板保证中间辊轴与两边辊轴的平行状态，提高结构强度。
2016年，中铁大桥院和中铁桥隧整治分公司更换了桥的部分支座，并于11月2号通过验收。